# Конец Оулмена!
«Конец Оулмена!» (англ. Game Over for Owlman!) — тринадцатый эпизод американского мультсериала «Бэтмен: Отважный и смелый».

## Сюжет
Бэтмен возвращается из параллельной вселенной и обнаруживает, что прошло три недели и его разыскивает полиция. Он понимает, что его подставил Оулмен. Бэтмен сталкивается с ним и сражается, но Оулмен сбегает, когда появляются супергерои. Они охотятся за Бэтменом. Когда герои зажимают Бэтмена в переулке, его спасает Джокер, укрывая на складе. Он предлагает ему объединиться против Оулмена, убеждая аргументом, что если тот настолько же силён злом, как Бэтмен добром, то им друг с другом не справиться. Бэтмен понимает, что в этих словах есть смысл и соглашается.
Когда их замечает Пластикмен, они вне кадра связывают его и усаживают в машину Джокера, отвлекая внимание героев на это. Бэтмен же вызывает второй бэтмобиль, так как первый у Оулмена. В машине Джокер играется с кнопками на панели управления и вырубается из-за газа, который случайно выпустил. В бэтпещере Бэтмен приводит его в чувства. За компьютером герой понимает, что Оулмен покопался в его документах и знает, как обезвредить всех героев. Тем временем Оулмен одолевает Зелёную Стрелу, Синего Жука и Красного торнадо. Бэтмен и Джокер садятся в бэтмобиль и отправляются к Пластикмену, чтобы защитить его. Оулмен замораживает его, и когда прибывает Бэтмен с новым товарищем, дерётся с первым. Джокер стреляет из базуки, рассчитывая, что Бэтмен увернётся, но он этого не делает. Оулмен пользуется моментом и уезжает. Они преследуют его. Оулмен предлагает Бэтмену сделку: его товарищи в обмен на фазовый осциллятор — а когда тот отказывается, то начинает лихачить на дорогах. Бэтмен даёт руль Джокеру, а сам собирается прыгать на машину Оулмена. Однако последний переключает внимание Бэтмена и Джокера на спасение гражданских и скрывается.
На базе Оулмен включает световой сигнал подобный бэтсигналу, чтобы указать на своё местоположение. Он удерживает героев в ловушках, которые предназначены для их уничтожения. Прибывают Бэтмен и Джокер, и начинается битва. Когда злодеи одерживают верх, Оулмен предлагает Джокеру прикончить Бэтмена его собственной ловушкой. Джокер предаёт Тёмного рыцаря и активирует ловушку, которая зальёт его цементом. Однако Бэтмен успевает переместиться в другие вселенные, в которых он проводит целую неделю, и через секунду возвращается в свой мир, приводя себе подобных. Бэтмены освобождают супергероев и одолевают злодеев. Оулмена и Джокера Бэтмен заливает в своей ловушке. Оулмена возвращают в его реальность, другие Бэтмены уходят в свои, а Бэтмен общается с Джокером перед арестом.

## Роли озвучивали
- Дидрих Бадер — Бэтмен / Оулмен
- Джефф Беннетт — Красный колпак / Джокер
- Том Кенни — Пластикмен[англ.]
- Уилл Фридел — Синий Жук
- Джеймс Арнольд Тэйлор — Зелёная Стрела

## Отзывы
Дэн Филлипс из IGN поставил эпизоду оценку 8,7 из 10 и написал, что в моменте, когда Джокер спасает Бэтмена от героев и предлагает ему объединиться, «создатели шоу совершают свой самый впечатляющий сюжетный поворот». Рецензент также отметил сцену, в которой Бэтмен является вместе со своими альтернативными версиями, назвав её «самым крутым моментом в мультсериале» на данный момент.
Зрители тоже тепло приняли эпизод; Screen Rant поставил его на 4 место в топе лучших эпизодов мультсериала по версии IMDb.